# Ugulim
Ugulim (Hugli) foi um antigo território de Portugal entre os anos de 1579 e 1632. Está localizado no Subcontinente indiano, mais precisamente no Estado da Bengala Ocidental. Situa-se nas margens do Rio Hogli, a 39 quilômetros a norte de Calcutá. Em seus tempos mais gloriosos, foi o maior porto do Império Mogol, mas foi destruído pelo grão-mogol Xá Jeã.